# Chytroglossa aurata
Chytroglossa aurata är en orkidéart som beskrevs av Heinrich Gustav Reichenbach. Chytroglossa aurata ingår i släktet Chytroglossa och familjen orkidéer. Inga underarter finns listade i Catalogue of Life.

## Bildgalleri

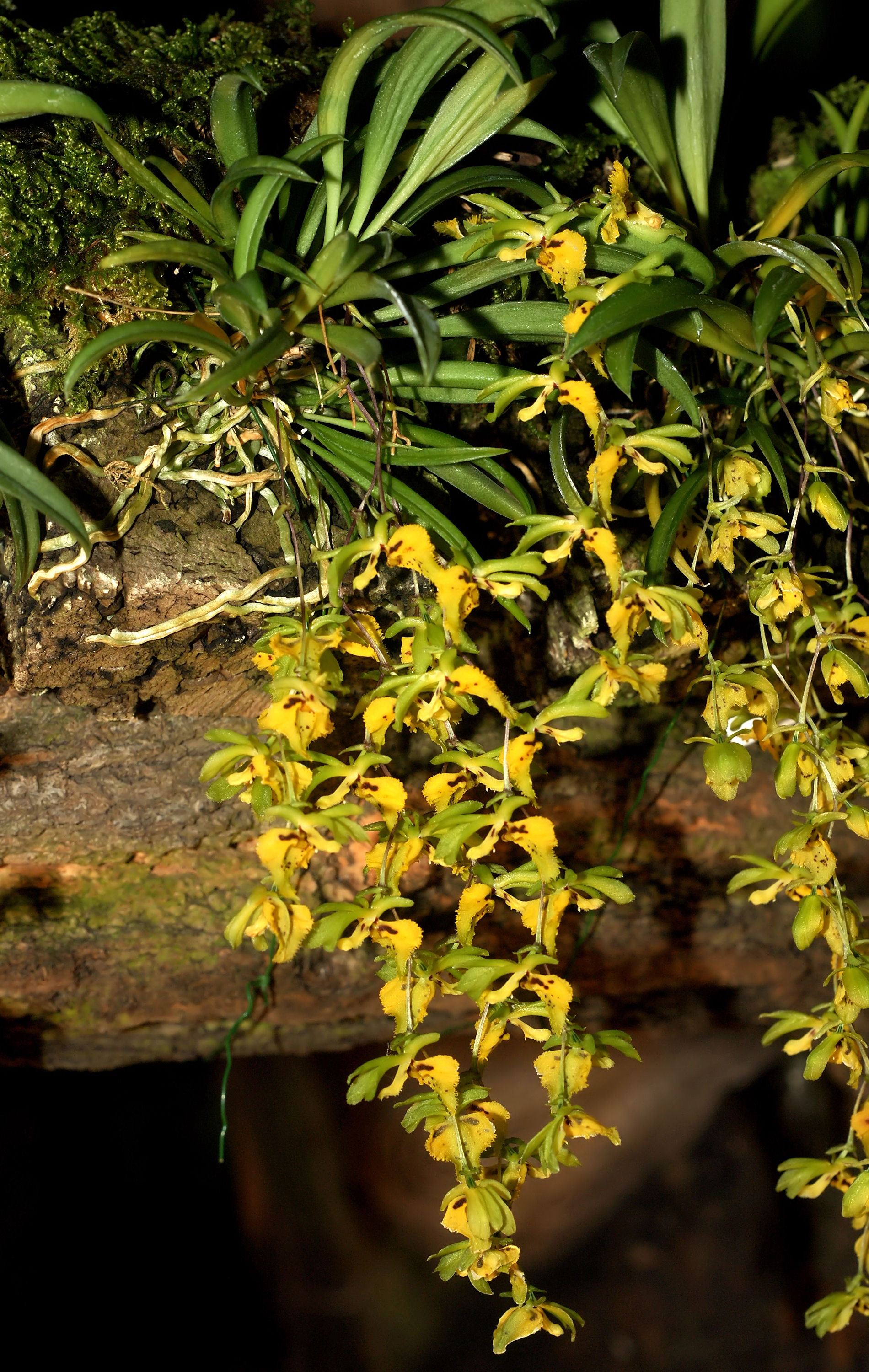
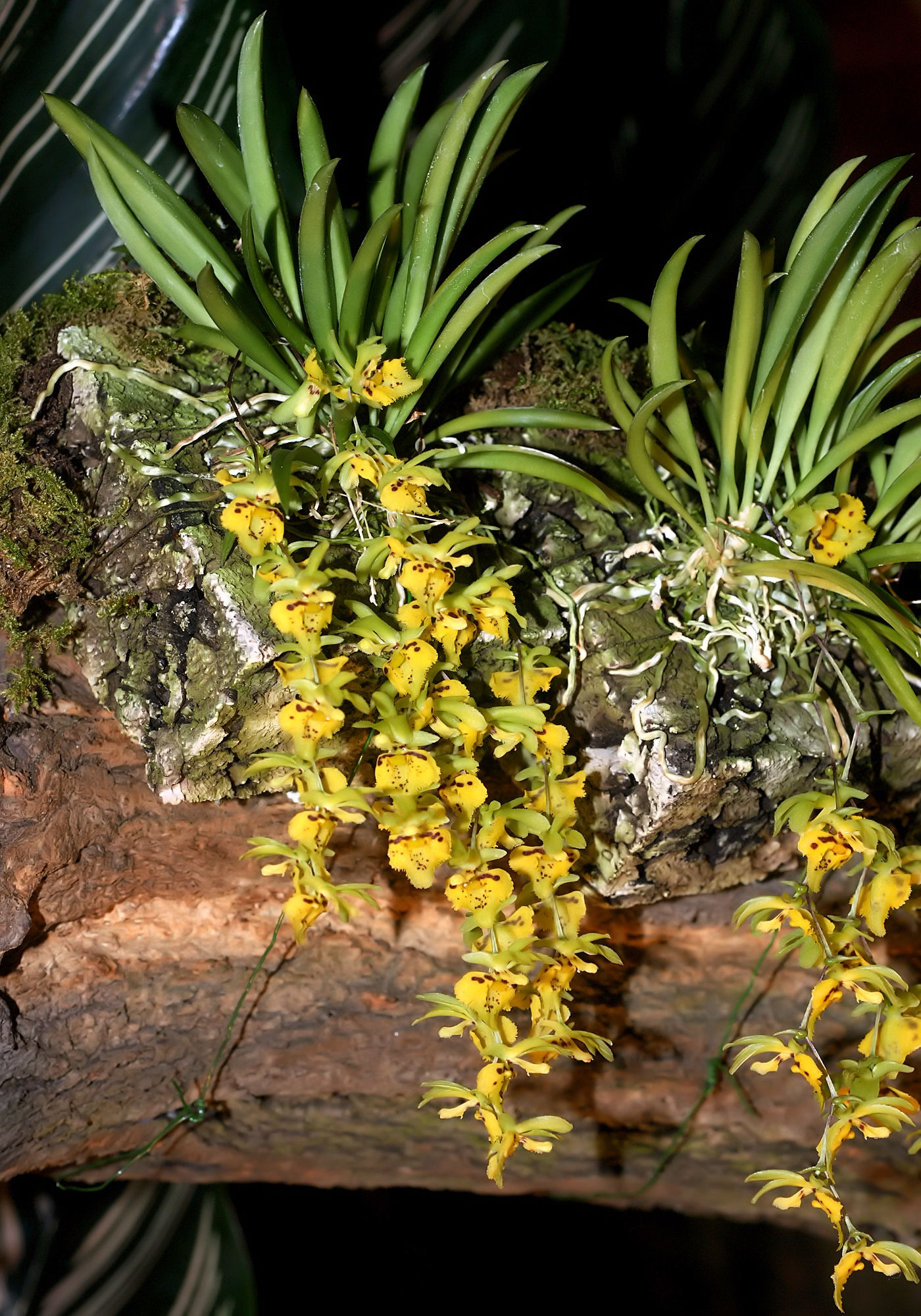
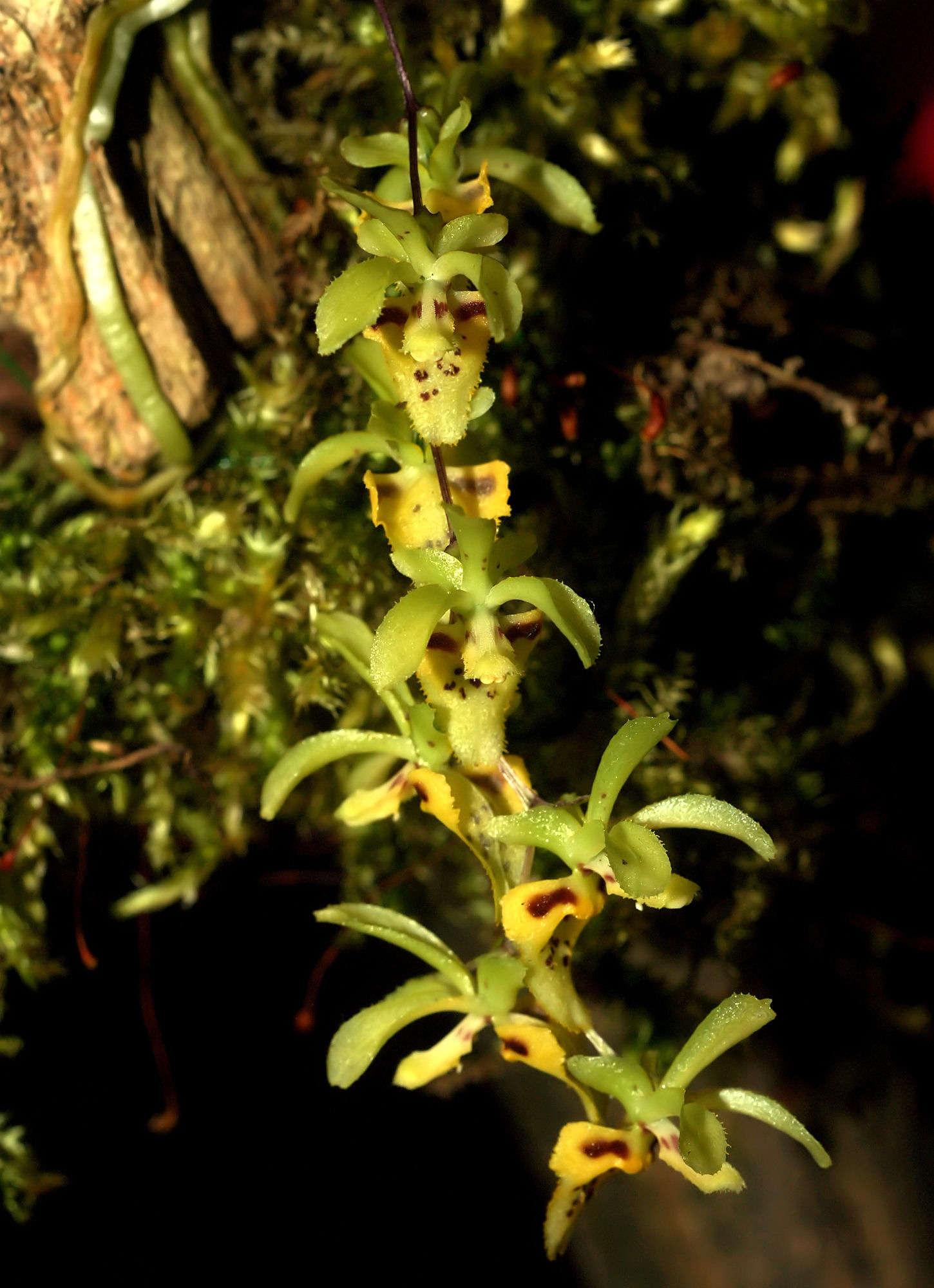
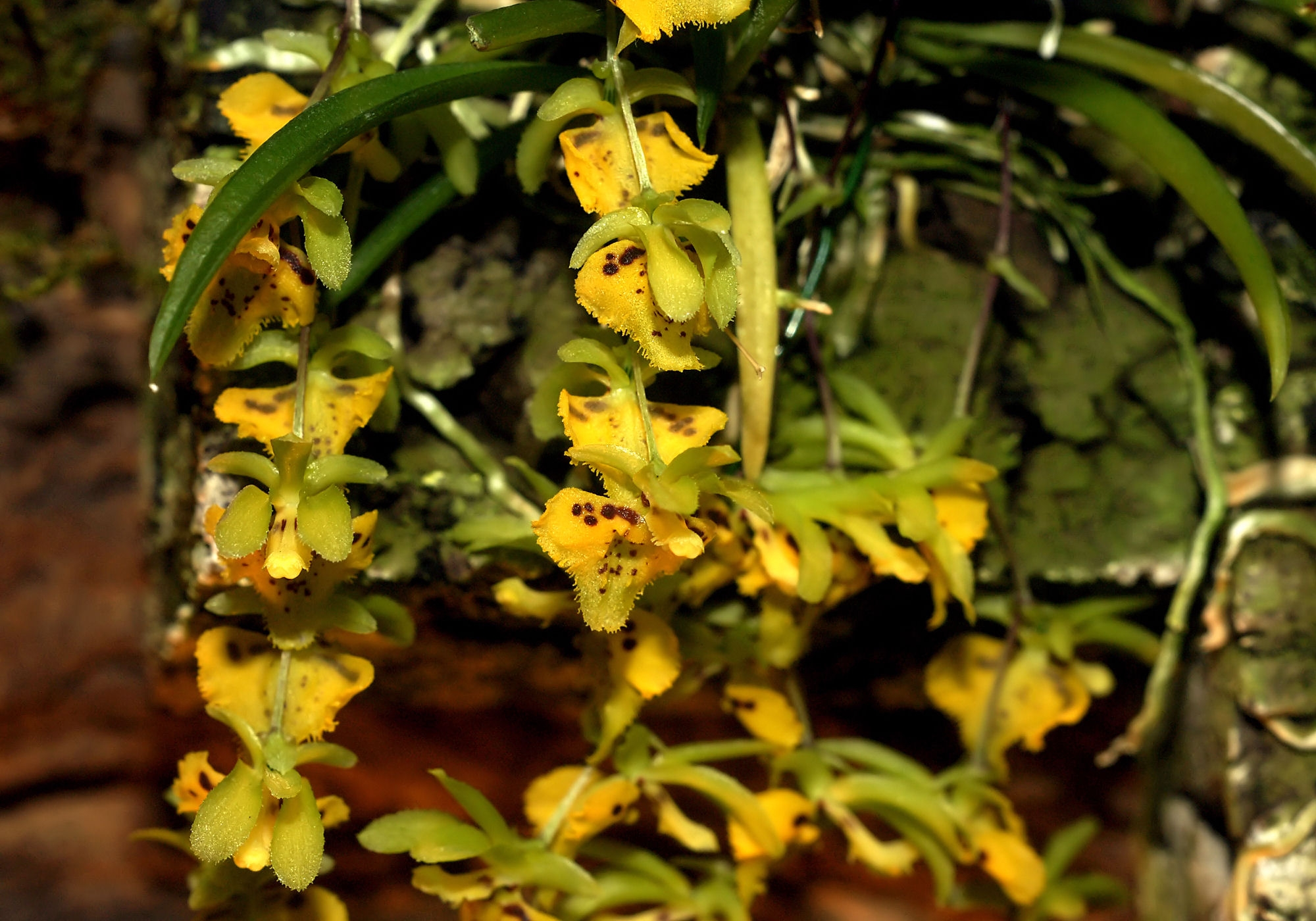
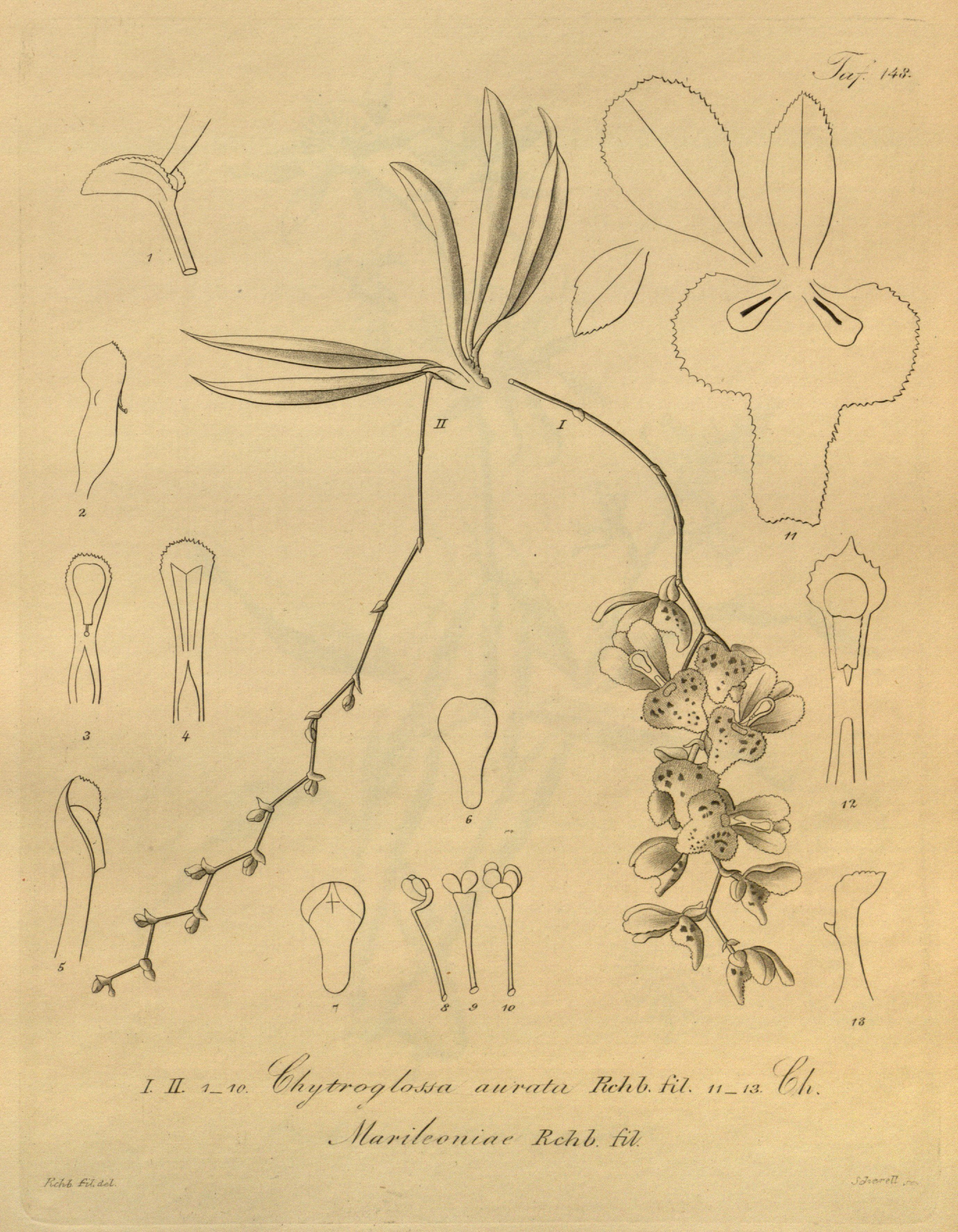